# Minta (építészet)
Az építészeti minta az ötlet, hogy az építészeti tervezési ötleteket prototípusokként és újrafelhasználható leírásokként rögzítsék. Ebben az esetben a modell kifejezést általában Christopher Alexandernek, osztrák származású amerikai építésznek tulajdonítják. A minták segíthetnek városok és épületek tervezésében. A "minták" vagy az ehhez hasonló tipikus minták gyűjteményének koncepciója sokkal régebbi. Úgy gondolható, hogy ezek a gyűjtemények a példanyelvre terjednek ki, mert a nyelv elemei egyes szabályok szerint kombinálhatók.
Ez eltérhet a mintakönyv általános céljától, amely építészeti tervek gyűjteménye, amelyek új művekbe másolhatók.

## Alexander mintája
Alexander mintáját arra tervezték, hogy az egyének és a közösségek számára bevált ötletforrást biztosítson lakó- és munkakörnyezetük kialakításához. Ezért céljuk esztétikai és politikai egyaránt: megmutatni, hogyan lehet szép, kényelmes és rugalmas épített környezeteket létrehozni, és lehetővé tenni az ilyen környezetben élő emberek számára a rájuk kényszerített megoldások megtámadását.
A modell rögzíti azokat a tervezési döntéseket, amelyeket számos építész hozott az adott évek során számos helyen megoldott konkrét problémák megoldására. Alexander a problémát az úgynevezett rá ható erőkkel írta le, és a megoldás megoldhatja ezeket az erőket. Ha még mindig vannak megoldatlan erők, további módokra lehet szükség a fennmaradó erők kiegyensúlyozásához.

## Mintanyelv
A minták összegyűjthetők egy olyan mintanyelvre, amely megold egy adott mezőt. Alexander és munkatársai nagyszámú mintát tettek közzé mintanyelvként. A könyvben szereplő modellek célja, hogy lehetővé tegyék a közösségek számára, hogy saját házukat, munkahelyeiket, városaikat felépítsék és felújítsák.
Alexander saját projektjein kívül kevés építészeti projekt próbálta ki Alexander modelljét. Akik ezt megtették, vegyes reakciókat kaptak más építészektől, építőktől, építészkritikusoktól és felhasználóktól. Alexander kezdte azt hinni, hogy maga a modell nem elég, az embereknek "morfogenezis" megértésre van szükségük az épített környezet kialakulásában. Gondolatait a négykötetes "The Nature of Order" című könyvében írja le.
Noha a mintanyelvi gondolat eddig korlátozottan hatott az építőiparra, az informatikai ipar számos dolgozójára mélyreható hatást gyakorolt.